# Bicicleta de Oro Francesa

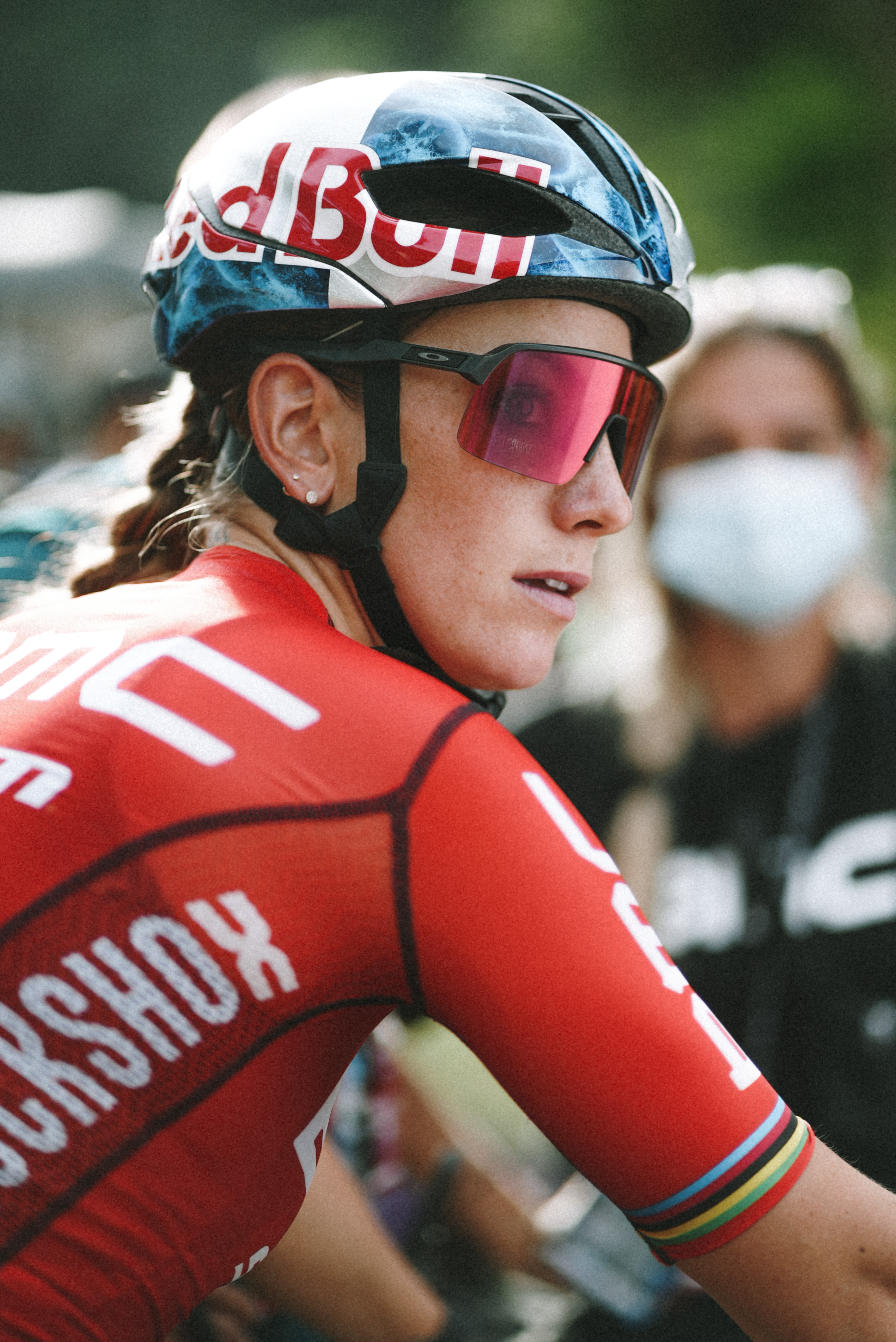
Pauline Ferrand Prevot durante la Copa del Mundo XCC en Pétropolis

La Bicicleta de Oro Francesa (del francés Vélo d'Or français) es un galardón entregado anualmente por la revista francesa Vélo Magazine al ciclista de Francia de cualquier disciplina considerado por un conjunto de periodistas como el más importante del año. Es similar a la Bicicleta de Oro a nivel mundial.
El premio fue creado en el año 1992. Su primer ganador fue Laurent Jalabert. El ganador es votado por dieciocho periodistas de distintas partes del mundo, elegidos por la revista.
El ciclista que más veces ha obtenido este reconocimiento es el ciclista de montaña Julien Absalon, con cuatro galardones.

## Trofeo Bernard Hinault
| Año  | Ganador                | Segundo                 | Tercero                |
| ---- | ---------------------- | ----------------------- | ---------------------- |
| 1992 | Laurent Jalabert       | Luc Leblanc             | Thierry Marie          |
| 1993 | Florian Rousseau       | Gilbert Duclos-Lassalle | Philippe Ermenault     |
| 1994 | Luc Leblanc            | Richard Virenque        | Florian Rousseau       |
| 1995 | Laurent Jalabert       | Richard Virenque        | Jeannie Longo          |
| 1996 | Florian Rousseau       | Jeannie Longo           | Félicia Ballanger      |
| 1997 | Laurent Brochard       | Florian Rousseau        | Laurent Jalabert       |
| 1998 | Florian Rousseau       | Félicia Ballanger       | Arnaud Tournant        |
| 1999 | Laurent Gané           | Félicia Ballanger       | Laurent Jalabert       |
| 2000 | Félicia Ballanger      | Florian Rousseau        | Miguel Martinez        |
| 2001 | Arnaud Tournant        | Laurent Jalabert        | Jeannie Longo          |
| 2002 | Laurent Jalabert       | Patrice Halgand         | David Moncoutié        |
| 2003 | Laurent Gané           | Richard Virenque        | Jean-Patrick Nazon     |
| 2004 | Julien Absalon         | Thomas Voeckler         | Richard Virenque       |
| 2005 | Julien Absalon         | David Moncoutié         | Anthony Geslin         |
| 2006 | Julien Absalon         | Frédéric Guesdon        | Cyril Dessel           |
| 2007 | Julien Absalon         | Christophe Moreau       | Sandy Casar            |
| 2008 | Sylvain Chavanel       | Julien Absalon          | Cyril Dessel           |
| 2009 | Grégory Baugé          | Pierrick Fédrigo        | Thomas Voeckler        |
| 2010 | Thomas Voeckler        | Sylvain Chavanel        | Grégory Baugé          |
| 2011 | Thomas Voeckler        | Pierre Rolland          | Grégory Baugé          |
| 2012 | Thomas Voeckler        | Julie Bresset           | Arnaud Démare          |
| 2013 | Christophe Riblon      | Julie Bresset           | Warren Barguil         |
| 2014 | Jean-Christophe Péraud | Pauline Ferrand-Prévot  | François Pervis        |
| 2015 | Thibaut Pinot          | Pauline Ferrand-Prévot  | Romain Bardet          |
| 2016 | Romain Bardet          | Arnaud Démare           | Julian Alaphilippe     |
| 2017 | Romain Bardet          | Warren Barguil          | Thibaut Pinot          |
| 2018 | Thibaut Pinot          | Julian Alaphilippe      | Romain Bardet          |
| 2019 | Julian Alaphilippe     | Thibaut Pinot           | Pauline Ferrand-Prévot |
| 2020 | Julian Alaphilippe     | Arnaud Démare           | Pauline Ferrand-Prévot |
| 2021 | Julian Alaphilippe     | Loana Lecomte           | Benoît Cosnefroy       |
| 2022 | Pauline Ferrand-Prévot | Christophe Laporte      | Mathilde Gros          |
| 2023 | Christophe Laporte     | Valentin Madouas        | Juliette Labous        |
| 2024 | Romain Bardet          | Valentin Madouas        | Cédrine Kerbaol        |

### Palmarés por ciclistas
- En negrita ciclistas en activo.

| Ciclista               | Victorias |
| ---------------------- | --------- |
| Julien Absalon         | 4         |
| Laurent Jalabert       | 3         |
| Florian Rousseau       | 3         |
| Thomas Voeckler        | 3         |
| Julian Alaphilippe     | 3         |
| Romain Bardet          | 3         |
| Laurent Gané           | 2         |
| Thibaut Pinot          | 2         |
| Luc Leblanc            | 1         |
| Laurent Brochard       | 1         |
| Félicia Ballanger      | 1         |
| Arnaud Tournant        | 1         |
| Sylvain Chavanel       | 1         |
| Grégory Baugé          | 1         |
| Christophe Riblon      | 1         |
| Jean-Christophe Péraud | 1         |
| Pauline Ferrand-Prévot | 1         |
| Christophe Laporte     | 1         |

## Trofeo Daniel Morelon
| Año  | Ganador                | Segundo       | Tercero         |
| ---- | ---------------------- | ------------- | --------------- |
| 2023 | Pauline Ferrand-Prévot | Romain Mahieu | Victor Koretzky |
| 2023 | Pauline Ferrand-Prévot | Joris Daudet  | Benjamin Thomas |